# إدي كلير
إدي كلير (بالإنجليزية: Eddie Clear)‏ هو لاعب كرة قدم أمريكي في مركز الوسط، ولد في 15 مايو 1944 في سانت لويس في الولايات المتحدة. شارك مع منتخب الولايات المتحدة لكرة القدم. أما مع النوادي، فقد لعب مع سانت لويس ستارز.

## وصلات خارجية
- إدي كلير على موقع ناشيونال فوتبول تيمز (الإنجليزية)